# Abel Warocqué
Pour les autres membres de la famille, voir Warocqué.
Abel Warocqué, né le 11 juillet 1805 à Morlanwelz et mort le 17 août 1864 au domaine de Mariemont, est un industriel belge, maître de charbonnages.

## Biographie

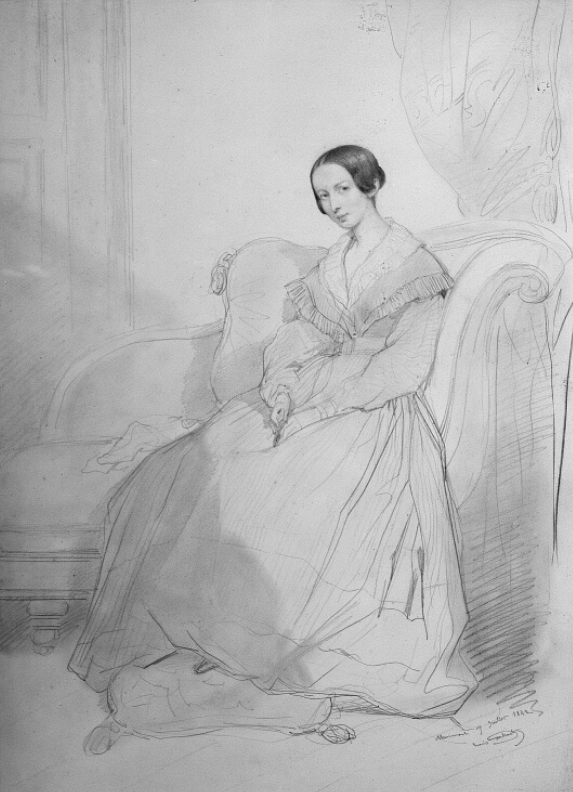
Mme Abel Warocqué, née Henriette Marischal

Abel Warocqué est le fils de Nicolas Warocqué, à qui il succède dans les affaires familiales. Il devient administrateur-adjoint de la Société minière de Mariemont en 1827, puis administrateur de la Société des charbonnages de Bascoup, quand celle-ci rentre dans le giron familial. Devenu propriétaire seul de Mariemont en 1838, il poursuit la modernisation et l'expansion industrielle de son père, en développant les voies de communication, les conditions de travail des ouvriers (notamment par la construction de logements ouvriers) et la diversification des investissements (sidérurgie, ferroviaire, assurance, ...). 
En 1830, il épouse Henriette Marischal, fille du très fortuné avocat Jacques-Herman Marischal, administrateur du département de la Dyle. Son épouse est la belle-sœur du ministre Guillaume Van Volxem et du financier Ferdinand Tiberghien (fils de Pierre-François Tiberghien et père de Félix Paul Tiberghien). Il est le père de Léon et Arthur Warocqué.
Bourgmestre de Morlanwelz de 1836 à 1864, il y fait construire une église et fonde une école gardienne gratuite.
Abel Warocqué développe lui-même dans son charbonnage de Mariemont une échelle à vapeur, la « warocquière », machine facilitant les montées et descentes des ouvriers dans la mine. Reprise dans le bassin houiller de la Loire, elle lui permet d'obtenir une médaille d'or à l'Exposition universelle de 1855 à Paris.
Malgré l'opposition de puissants concurrents, il réussit à imposer la construction de la ligne de chemin de fer de Manage à Erquelinnes, qui est inaugurée en 1857, lui permettant de distribuer son charbon sur les marchés français.
Important propriétaire foncier et spéculateur, il contribue à la naissance de La Louvière. Il embellit le château de Mariemont et se préoccupe particulièrement du parc, qu'il aménage en « jardin à l'anglaise ». Il y constitue une collection prestigieuse d'orchidées qui sera entretenue et développée par trois générations de Warocqué.

## Hommage
Un monument en l'hommage d'Abel Warocqué, dont la statue est réalisée par le sculpteur Guillaume Geefs en 1868, est placé sur la Grand-Place à Morlanwelz.

## Sources
- Abel Warocqué, in Dictionnaire des Wallons
- Hervé Hasquin, La Wallonie, Son histoire, Bruxelles, Luc Pire, 1999, p. 144
- La Vie wallonne, IV, 1971, n°336, p. 410-413
- Jean-François Potelle (dir.), Les Wallons à l'étranger, hier et aujourd'hui, Charleroi, Institut Destrée, 2000, p. 2001
- La Wallonie. Le Pays et les Hommes. Histoire. Économies. Sociétés, t. II, p. 99
- Jean-Jacques Heirwegh, "Patrons pour l’éternité", in Serge Jaumain et Kenneth Bertrams (dir.), Patrons, gens d’affaires et banquiers. Hommages à Ginette Kurgan-van Hentenryk, Bruxelles, Le Livre Timperman, 2004, p. 434
- Ginette Kurgan, Serge Jaumain, Valérie Montens, Dictionnaire des patrons en Belgique, Bruxelles, 1996, p. 656-657
- Maurice Van den Eynde, Raoul Warocqué, seigneur de Mariemont (1870-1917), Mariemont, 1970
- "Warocqué (famille)", Biographie nationale de Belgique, volume 27, Académie royale de Belgique